# 邬保良
邬保良（1900年10月2日—1955年8月24日）， 广东龙川人，中国化学家，教育学家。

## 生平
- 1922年开始在美国列度大学、华盛顿加多里大学攻读化学博士学位
- 1928年回广州任国立中山大学教授、国立安徽大学教授等
- 1933年起任国立武汉大学教授、化学系主任、理科研究所所长
- 1949年至1952年10月任武汉大学校务委员会主任委员(即校长)[2]